# هلوانگ اسپیتز
هلوانگ اسپیتز (به لاتین: Helwangspitz) یک کوه در لیختن‌اشتاین است که در لیختن‌اشتاین واقع شده‌است. هلوانگ اسپیتز ۱٬۹۹۹ متر بالاتر از سطح دریا واقع شده‌است.